# Circondario di Wesermünde
Il circondario di Wesermünde (in tedesco Landkreis Wesermünde) era un circondario rurale tedesco, esistito dal 1932 al 1977.

## Storia
Il circondario di Wesermünde, parte del distretto governativo di Stade nella provincia prussiana di Hannover, fu creato nel 1932 dall'unione dei circondari di Geestemünde e di Lehe.
Il capoluogo era posto nella città di Wesermünde, la quale tuttavia aveva lo status di circondario urbano, e pertanto non apparteneva al circondario rurale.
Nel 1946 il territorio della provincia di Hannover venne distaccato dalla Prussia formando il nuovo Land di Hannover, divenuto dopo poche settimane parte del nuovo Land della Bassa Sassonia.
Il 21 gennaio 1947 la città di Wesermünde, capoluogo del circondario, venne assegnata al Land di Brema e ribattezzata Bremerhaven per la crescente importanza assunta dalla città alla quale si era unita amministrativamente; il circondario si trovò pertanto nella particolare situazione di avere un capoluogo sito in un altro Land e avente un nome diverso.
Il circondario di Wesermünde fu soppresso nel 1977; il territorio entrò a far parte del nuovo circondario di Cuxhaven, creato dall'unione dei circondari di Wesermünde e di Land Hadeln, e della città extracircondariale di Cuxhaven.

## Società

### Evoluzione demografica
| Anno | Abitanti |
| ---- | -------- |
| 1933 | 47.695   |
| 1939 | 49.632   |
| 1946 | 78.877   |
| 1950 | 83.190   |
| 1960 | 72.100   |
| 1970 | 78.292   |
| 1977 | 84.800   |

## Geografia antropica

### Suddivisioni amministrative

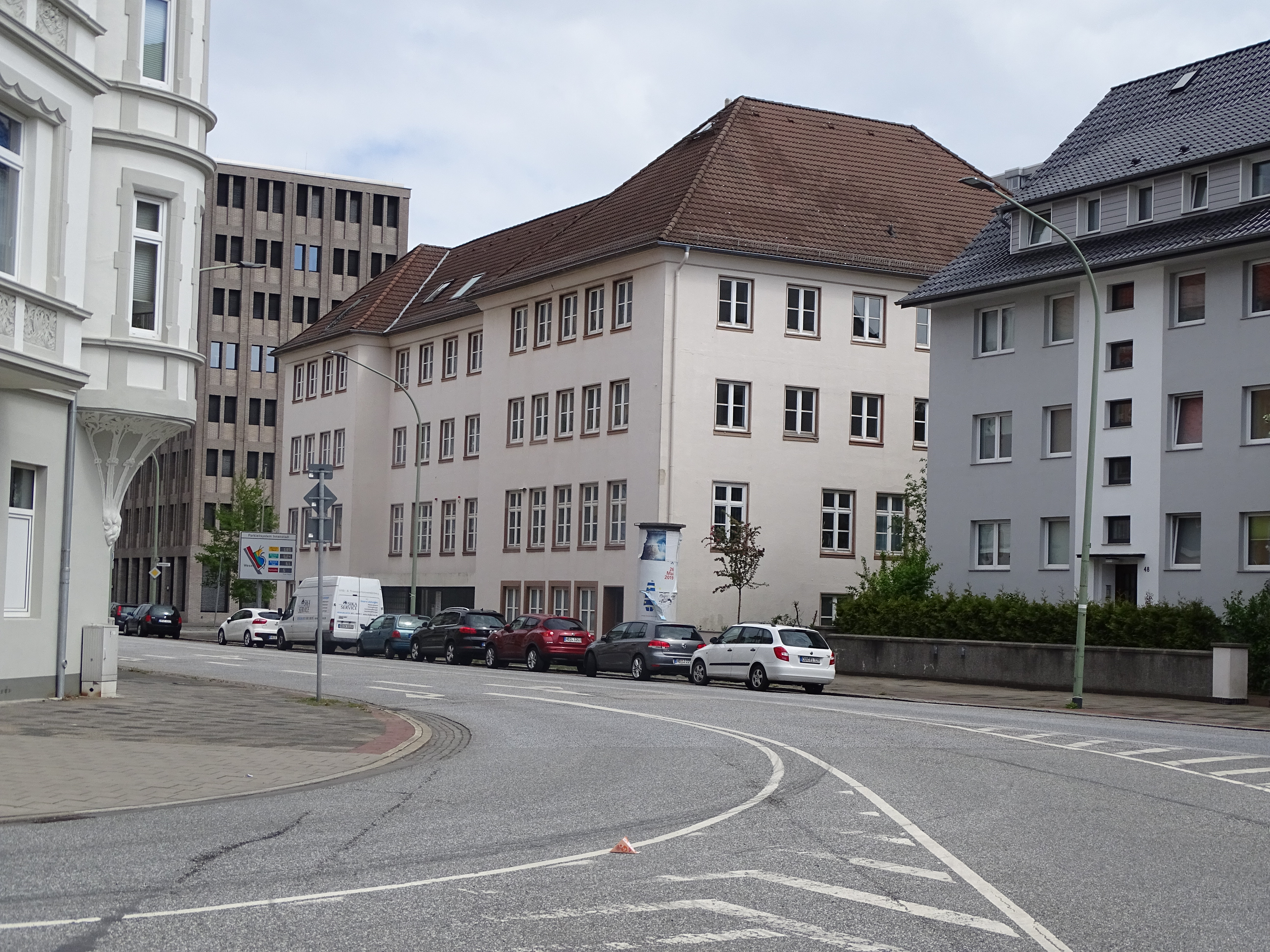
Ex sede amministrativa del circondario di Wesermünde, oggi ufficio delle imposte

Al momento dello scioglimento, il circondario di Wesermünde comprendeva i seguenti 34 comuni:
- Appeln
- Bad Bederkesa
- Beverstedt
- Bokel
- Bramstedt
- Cappel
- Dorum
- Drangstedt
- Driftsethe
- Elmlohe
- Flögeln
- Frelsdorf

- Hagen im Bremischen
- Heerstedt
- Hollen
- Kirchwistedt
- Köhlen
- Kührstedt
- Langen
- Lintig
- Loxstedt
- Lunestedt
- Midlum

- Misselwarden
- Mulsum
- Nordholz
- Padingbüttel
- Ringstedt
- Sandstedt
- Schiffdorf
- Stubben
- Uthlede
- Wremen
- Wulsbüttel

### Esplicative
1. ↑  Fino al 1946: Stato Libero di Prussia; nel 1946: Land di Hannover.
2. ↑  Soppresso nel 1978. Fino al 1946 il circondario era anche compreso nella provincia di Hannover, grado intermedio fra il Land e il distretto governativo.

### Bibliografiche
1. ↑  (DE) Landkreis Wesermünde, su territorial.de.
2. ↑  (DE) Verordnung Nr. 46, Auflösung der Provinzen des ehemaligen Landes Preußen in der Britischen Zone und ihre Neubildung als selbständige Länder vom 23. August 1946, su verfassungen.de. URL consultato l'8 ottobre 2017 (archiviato dall'url originale il 25 febbraio 2017).
3. ↑  (DE) Die "Geburtsurkunde" des Landes Niedersachsen, su niedersachsen.de. URL consultato l'8 ottobre 2017 (archiviato dall'url originale il 14 maggio 2018).
4. ↑  (DE) Statistisches Bundesamt (Herstellung), Historisches Gemeindeverzeichnis für die Bundesrepublik Deutschland. Namens-, Grenz- und Schlüsselnummernänderungen bei Gemeinden, Kreisen und Regierungsbezirken vom 27.5.1970 bis 31.12.1982., Stuttgart (Stoccarda), Kohlhammer, 1983,  p. 249, ISBN 3-17-003263-1.
5. ↑  (DE) Gemeindeverzeichnis Landkreis Wesermünde [Stand: 1. 1. 1945], su territorial.de.